# Kuruluş: Osman
Kuruluș Osman (en español: Establecimiento Osman) es una serie de televisión de drama, acción, aventuras y ficción histórica turca, creada por Mehmet Bozdağ y dirigida por Metin Günay. Narra la historia de la vida de Osman I, fundador del Imperio Otomano y es la secuela de la serie de televisión Diriliş Ertuğrul, centrada alrededor de la vida de Ertuğrul, padre de Osman. Está protagonizada por Burak Özçivit en el papel de Osman.
La serie ha sido denominada como "el buque insignia de la industria de las series de televisión turca en el ámbito internacional con una producción que supera las producciones de Hollywood" y como "La producción más magnífica de la historia de la televisión turca". Kuruluș Osman es denominada como "la serie más vista de las pantallas", ya que ha logrado mantenerse como la serie líder de audiencias en Turquía durante todos sus episodios con una media de 25 millones de espectadores cada semana.
Fue presentada por Burak Özçivit y Mehmet Bozdağ en MIPCOM en el Festival de Cannes 2019 y en el MIPTV (Marché International des Programmes de Télévision) a productores y compradores internacionales. Kuruluș Osman fue elegida como una de las producciones más populares del mundo en 2019. Actualmente, la serie ha sido vendida a más de 65 países, logrando gran éxito de audiencias y traducida a más de 25 idiomas.

## Trama
La serie ilustra las luchas internas y externas de Osman I y cómo estableció y controló la dinastía otomana. Trata acerca de sus luchas contra el Imperio bizantino y los Imperio mongol y cómo terminó con el Sultanato de Rum para establecer un estado soberano que se enfrentaría a los imperios bizantino y mongol y honraría a los turcos.
La serie también brinda información sobre la vida personal de los turcos fundadores de Oghuz y su viaje para establecer un sultanato. El personaje de Osman se enfrenta a muchos enemigos y traidores en su búsqueda e ilustra cómo logró superar estos obstáculos y completar su misión con la ayuda de sus leales compañeros, familiares y amigos.

## Sinopsis
Han pasado unos 15 años desde la guerra de Ertuğrul Gazi junto con el Sultan Baybars y Berke Khan contra Hulagu Kan. Ertuğrul Gazi se enfermó y se fue a Konya a recibir tratamiento. A falta del líder de la tribu, su hermano Dündar Bey asume temporalmente el liderazgo. 
Dündar, con sus ancianos de la tienda y miembros de su familia, se dirige a la fortaleza bizantina de Kulucahisar para visitar a su gobernador, Yorgopolos. El objetivo de la visita es cerrar un acuerdo comercial y de seguridad establecidos por Ertuğrul Bey con   Yorgopolos, con quien hizo las paces, pero tuvo que irse a Konya antes de poder firmar el acuerdo. 
El hijo pequeño de Ertuğrul, Osman, va con su tío a la visita al fortín, allí mostrará su heroísmo en acción cuando salva al gobernador Yorgopolos de ser asesinado. En la investigación para encontrar a los responsables del asesinato infructuoso, su amigo y colega Aybars muere, Osman se culpa a sí mismo y jura venganza. La conducta apresurada y heroica de Osman no gusta en ningún caso a su tío Dündar y a su hermano mayor Gündüz, que también lo hacen responsable de los problemas de la tribu por su rebeldía.
La segunda temporada se inicia un año después del final de la primera temporada. Con la conquista del castillo de Kulucahisar, Osman provocó la ira del emperador bizantino y decidió enviar a una de sus comandantes más experimentados, Aya Nikola. Osman se ha convertido en la esperanza de todas las tribus de la zona gracias a  sus éxitos. 
Por otra parte, Yavlak Arslan, bey de la tribu Çoban-oğlu también empieza a poner en práctica sus planes, gracias a las informaciones que le proporciona su hermana. Finalmente, se anuncia que Ertuğrul Gazi vuelve a la tribu desde Konya.
La tercera temporada se sitúa 40 días después del nacimiento del primer hijo Osman y Malhun Hatun, Orhan. El principado de Osman Bey crece día a día, pero sus enemigos también crecen como resultado de su influencia en la región. Con la intención de dividir a los distintos tekfurs bizantinos de Bitinia, Osman decide secuestrar al Papa Gregorio, por ello ya no solo estará en el punto de mira del Tekfur de İnegöl Aya Nikola; sino también del de Harmankaya Mihael Kosses y el de Bilecik Rogatus Laskaris.
Mihael Kosses mantiene cautivos los Alpes de Turgut Bey, por ello Turgut Bey secuestra a la hermana de Kosses, Mari. Sin embargo, Osman Bey convence a Turgut de que se la entregue y la lleva al obasi. Malhun Hatun se entera de que Bala Hatun está embarazada y se muestra celosa. Osman Bey de vuelta al obasi descubre que ha habido muchos mártires. Enfurecido por la muerte de su querido amigo Karayel, Osman Bey intenta averiguar quién lo hizo.
La temporada 4 tiene lugar aproximadamente un año después de los eventos de la temporada 3. Han pasado algunos meses desde la conquista de Yenişehir. Durante este tiempo Osman Bey y su familia emigraron del campamento a Yenişehir. Los turcomanos están inmigrando a Yenişehir y sus alrededores. Osman Bey invita a los oba beys y abre el primer diván (reunión de gobierno). Más tarde, el castillo de Karacahisar le fue entregado a Orhan Bey por orden de Osman Bey en el diván. Mientras, Alaeddin Bey continuó su educación con Dursun Fakıh, quien fue nombrado juez de Yenişehir. Aktemur Bey, por otro lado, recibe el deber de ser el jefe de policía en Yenişehir por orden de Osman Bey. Luego, Osman Bey, Turgut Bey y los Alpes van a Constantinopla para salvar al emperador, con una brújula de Konur Alp, quien estaba de servicio en Constantinopla.

## Producción
Para llevar a cabo el rodaje de Kuruluș Osman, se han invertido recursos sin precedentes en la historia de las series turcas. El guion de la serie ha sido supervisado y revisado por experimentados historiadores. La serie llama especialmente la atención a nivel internacional por su gran producción, sus escenarios, sus vestuarios, por sus escenas de acción en las que los actores no utilizan ningún doble y, sobre todo, por el poder de las mujeres. De hecho es en este último punto en el que más se diferencia la serie con otras producciones similares ya que, lejos de dejarlas al margen, las mujeres poseen el mismo espíritu guerrero y capacidades físicas que los hombres, además de tener poder político convirtiéndolas en la columna vertebral de la historia, algo que han resaltado varias de sus actrices.

### Entrenamiento y preparación de los actores
Previamente al inicio de la filmación de la primera temporada, todos los actores y actrices, especialmente Burak Özçivit, fueron sometidos a entrenamiento militar durante nueve meses en zonas montañosas y boscosas donde recibieron entrenamiento a caballo, tiro con arcos y flechas, combate cuerpo a cuerpo, lucha con espadas, acrobacias y coreografía por experimentados oficiales de las fuerzas especiales turcas ya retirados y por el equipo internacional de coreografía formado dentro de Bozdağ Film.
Los actores no solo se formaron físicamente sino que también entrenaron para diseñar y llevar a cabo estrategias militares. Como parte de ese entrenamiento, los actores construyeron en la montaña sus propios refugios en condiciones naturales, encontraron agua, prepararon comida y vigilaron cada dos horas por la noche. Además, se realizaron auténticos ejercicios militares: el equipo se dividió en fuerzas amigas y enemigas en el que los actores de las fuerzas amigas bajo el mando de Burak Özçivit se infiltraron en el territorio enemigo, prepararon una emboscada y capturaron el cuartel general en una pista de 10 kilómetros.
También recibieron formación sobre la historia de Osmán I y sobre la época histórica y social, elaborada por historiadores. Parte de ello fue la visita al Museo de Historia del Imperio timúrida en Uzbekistán que realizó Özçivit.

### Equipo técnico
En la producción de Kuruluș Osman se han invertido recursos sin precedentes y en ella trabajan más de 1.000 personas, entre los actores y el equipo de producción:
- 350 personas encargadas de la filmación.
- 50 personas expertas en animación y en los efectos especiales.
- 20 personas encargadas del vestuario.
- 40 actores principales.
- 400 actores secundarios
- Grupo de arte formado por 250 personas, encargadas de realizar las decoraciones y las armas de la época que consisten en miles de espadas, escudos, dagas, lanzas y arcos. Además, también produjeron 5000 muebles de época, artículos de uso diario y los accesorios.
- Un equipo profesional y especialista en acción formado por un total de 150 personas.

Además, también forman parte del equipo un gran grupo de personas que se emplean como extras. De hecho, solo para el primer episodio de Kuruluș Osman participaron 5.000 personas como extras. 
El rodaje de la escena de acción bajo el agua del primer episodio de la tercera temporada se llevó a cabo en los arroyos de Ağva y Şile en Estambul. Durante el rodaje que duró 10 días, un equipo de filmación subacuático profesional compuesto por 15 personas acompañó al equipo de dirección de Kuruluș Osman. Mientras Burak Özçivit y los demás actores permanecieron bajo el agua varias horas durante 10 días, tres zodiacs, dos botes y un equipo de 10 buzos profesionales estuvieron presentes en el set para la seguridad de los actores y del equipo de rodaje.
Para la serie, situada en las montañas de Riva se construyó una hípica con 70 caballos donde los actores entrenan y son asesorados por un grupo de entrenadores ecuestres, además de una granja en donde cuidan distintos animales como cabras, ovejas, ratones, ruiseñores, cuervos, perdices, serpientes, escorpiones. Un grupo de veterinarios se encarga de supervisar las grabaciones y de garantizar la salud y bienestar de todos los animales.
Durante los rodajes de la serie, también está presente un grupo de médicos y ambulancias por la seguridad de los actores y de los especialistas, ya que trabajan con espadas, flechas y lanzas. En varias ocasiones, también asiste al rodaje un grupo de bomberos debido a que en algunos episodios se utiliza fuego.

### Escenografía
Para Kuruluș Osman, se reconstruyeron 5 campamentos nómadas y se crearon 4 campamentos nuevos y 4 ciudades con sus mansiones, bazares, tiendas, casas, plazas, mercados con sus puestos, castillos, mazmorras, mezquitas, etc, todas construidas a tamaño real y elaboradas utilizando los materiales disponibles hace 600 años.

#### Edificaciones
El lago artificial construido con 800 metros de ancho y una profundidad de 1,60 metros y la ciudad construida a su alrededor se estableció en un área de 20 mil metros cuadrados, donde se edificaron un mercado, una playa, un muelle, tiendas y casas adaptadas a la época histórica. El Castillo Bizantino y la ciudad se construyeron sobre un terreno de 50 mil metros cuadrados cuyos muros miden 8 metros de largo y sus torres tienen 11 metros de largo.
Además, se construyeron grandes conjuntos como un castillo bizantino, el Kayı Oba (campamento Kayı) y la ciudad del principado de Turkmenistán sobre 30 hectáreas de Bozdağ Film Studio. Se renovó la ciudad de Söğüt usada en Diriliş Ertuğrul para el período de Osman Bey. Al mismo tiempo, se construyeron cuatro obas para diferentes beilicatos turcos.
Para realizar dichas decoraciones y edificaciones, se utilizaron 250 mil metros de plancha de hierro, 1000 metros cúbicos de madera, 500 metros cúbicos de espuma poliestireno, 300 toneladas de pizarra y 15 toneladas de pintura y diluyente.
Un total de 150 artesanos fabricaron en Turkmenistán durante un año 103 carpas que se llevaron a Turquía para Kuruluș Osman, elaboradas a mano en telares antiguos utilizando los principales materiales que había en ese período histórico como lana de cabra y oveja. También confeccionaron a mano alfombras y tapices turcomanos con los que cubrieron los suelos de las carpas, hechos específicamente para la serie.
Para la tercera temporada se construyeron dos nuevos escenarios, el castillo de Harmankaya y el palacio del gobernador (tekfur) de Bilecik. Toda el área de Harmankaya comprende unos 20 mil metros cuadrados y la de Bilecik unos 5 mil. Además, se edificó un nuevo campamento para la nueva tribu turcomana de Turgut Bey con 25 tiendas de campaña. Otros lugares como la ciudad de Söğüt o el castillo de İnegöl fueron revisados y ampliados.
El campamento de Osman Bey fue completamente renovado y se construyó un nuevo pabellón de 500 metros cuadrados que consta de tres secciones; la tienda principal de Osman Bey consta de 200 metros cuadrados y dos salas de 300 metros cuadrados. El interior de la tienda se decoró con revestimiento de madera, ornamentación y pintura a mano y se tejieron alfombras con un diámetro de 12 y 10 metros.
Se utilizaron 50 mil toneladas piedras talladas, 20 toneladas de hierro, 1000 metros cúbicos de madera y troncos, 500 metros cúbicos de espuma de poliestireno y 15 toneladas de diluyente de pintura.
Para la cuarta temporada, un equipo de arte de 250 personas construyó un anfiteatro  de 3.000 metros cuadrados siguiendo la arquitectura bizantina del siglo XIII, en cuya parte inferior hicieron mazmorras, pasillos y salas para los luchadores. También se construyó una enorme mansión de 5.000 metros cuadrados para Osman Bey que consta de 2 pisos, un patio y un total de 15 habitaciones. 
Uno de los lugares recientemente agregados a la serie es Marmara Hisarı (La Fortaleza del Mármara) con un total de 5.000 metros cuadrados entre los que se encuentra el castillo, las murallas, las habitaciones interiores y el Palacio del Tekfur. La ciudad de Yenişehir, que Osman Bey conquistó y convirtió en capital, consta de un total de 10.000 metros cuadrados a la que han agregado nuevas calles, tiendas comerciales, casas, mercado y plaza de la ciudad. Todas estas nuevas construcciones se han realizado siguiendo la arquitectura bizantina del siglo XIII.
Además, se agregaron nuevos campamentos a la tribu Kayı de Osman y Turgut Bey con 30 tiendas de campaña en un área de 5.000 metros cuadrados y también se construyeron nuevos espacios habitables.

#### Vestuario
El equipo de vestuario realizó 120 trajes solo para los actores principales, que se renuevan en cada temporada, y se utilizaron 50 mil metros de tela especial envejecida para la producción de los trajes y las armaduras. Para la tercera temporada, se cosieron 100 trajes completamente nuevos para los actores principales y se utilizaron 20 mil metros de cuero y 10 mil metros de tela para las decoraciones y los complementos.

## Recepción

### Audiencia
Kuruluș Osman es una de las series más exitosas de la historia televisiva turca y empezó a batir récords incluso antes de comenzar su emisión. Antes del estreno de la serie, se lanzaron tres vídeos promocionales traducidos a 25 idiomas que fueron vistos por más de 100 millones de personas de todo el mundo, batiendo un récord histórico. Las 2 primeras promociones consiguieron un "récord de visitas difícil de romper" con más de 55 millones de reproducciones. Además, la segunda presentación de la serie recibió más de 52.625.000 interacciones solo en Twitter en una semana.
En su estreno el 20 de noviembre de 2019, Kuruluș Osman consiguió batir un récord histórico de audiencias, logrando reunir en su primera emisión a más de 16 millones de espectadores, una cifra de audiencias que nunca se había logrado en toda la historia de Turquía. Durante su emisión, el primer episodio ocupó el cuarto lugar en la lista de tendencias mundiales en Twitter y el primer lugar en Turquía.
El estreno de la tercera temporada, el 6 de octubre de 2021, Kuruluș Osman consiguió "el mejor estreno de la temporada entre las series" con un índice de audiencia de 24, 42% y el episodio se mantuvo en el primer lugar de tendencias de Twitter en Turquía, siendo la serie más comentada en redes sociales.
La serie ya ha sido galardonada con un total de 32 premios, entre los que destaca el premio a la "Mejor Serie" en los prestigiosos Venice TV Awards, convirtiéndose en la primera serie turca en la historia en ser galardonada con estos premios.
La serie también ha batido récords en las plataformas digitales consiguiendo que su canal de YouTube alcance los 3 millones de suscriptores antes del episodio 50, convirtiéndose en el único canal de una serie turca en llegar a esa cantidad de suscriptores en el menor tiempo.

## Reparto
| Intérprete              | Personaje             | Descripción                                                                                            | Temporada |
| ----------------------- | --------------------- | --- | --------- |
| Burak Özçivit           | Osman Bey             | tercer hijo de Ertuğrul y Halime Hatun                                                                 | 1-2-3-4-5 |
| Nurettin Sönmez         | Bamsi Bey             | amigo próximo de Ertuğrul y Osman.                                                                     | 1-2       |
| Ragıp Savaş             | Dündar Bey            | hermano pequeño de Ertuğrul, tío de Osman                                                              | 1-2       |
| Ayşegül Günay Demir     | Zöhre Hatun           | esposa de Dündar Bey                                                                                   | 1         |
| Eran Hacheısalihoğlu    | Batur Bey             | hijo de Dündar y Zöhre                                                                                 | 1         |
| Buse Arslan Akdeniz     | Aygül Hatun           | hija de Dündar y Zöhre                                                                                 | 1-2-3     |
| Emre Basalak            | Gündüz Bey            | hijo mayor de Ertuğrul y hermano de Osman                                                              | 1-2-3     |
| Açelya Özcan            | Ayşe Hatun            | esposa de Gündüz                                                                                       | 1-2-3-4   |
| Didem Balçın            | Selcan Hatun          | tía de Osman y esposa del difunto Gündoğdu (hermano mayor de Ertuğrul)                                 | 1-2-3     |
| Serhan Onat             | Aybars                | hijo de Bamsı y amigo cercano a Osman. Muere luchando junto a Osman                                    | 1         |
| Aslıhan Karalar         | Burçin Hatun          | prometida de Aybars                                                                                    | 1         |
| Seda Yıldız             | Edebali               | jeque sufí guía de Ertuğrul y ahora de Osman. Padre de Bala Hatun                                      | 1-2-3-4   |
| Özge Törer              | Bala Hatun            | hija del jeque Edebali,Primera esposa de Osman Bey en la serie                                         | 1-2-3-4-5 |
| Emel Dede               | Gonca Hatun           | criada y amiga de Bala Hatun                                                                           | 1-2-3     |
| Ali Sinan Demir         | Tursun Fakih          | discípulo de Edebali                                                                                   | 1         |
| Yigit Ucan              | Boran Alp             | amigo de confianza de Osman, guerrero kayi                                                             | 1-2-3-4-5 |
| İsmail Hakkı Ürün       | Samsa Çavus           | sargento veterano que ayuda Osman Bey. Jefe de otro campamento kayi                                    | 1         |
| Latif Koru              | Salvador/Siddik       | príncipe catalán mercenario que ayuda Sofía contra Osman Bey. Adoptará el nombre de Siddik             | 1         |
| Eran Vurdem             | Konur Alp             | uno de los amigos de confianza de Osman Bey                                                            | 1         |
| Kani Katkici            | Erkut Alp             | uno de los próximos guerreros de Osman Bey que es un enano, lucha con una hacha                        | 1         |
| Ömer Agan               | Saltuk Alp            | alp de Dundar Bey                                                                                      | 1-2-3     |
| Túğrul Çetiner          | Efendi Yannis         | jefe del orden secreto templario y padre de la princesa Sofía                                          | 1         |
| Alma Terzić             | Princesa Sofía        | princesa de Kulucahisar. La principal antagonista y enemiga de Osman Bey                               | 1         |
| Yaşar Aydınlıoğlu       | Yorgopolos            | marido de la princesa Sofía. Comandante del castillo (Tekfur), quiere firmar un acuerdo con los turcos | 1         |
| Abdül Süsler            | Kalanoz               | amante de la princesa Sofía. Comandante del castillo (Tekfur)                                          | 1         |
| Burak Sarımola          | Andreas               | mano derecha de Kalanoz.                                                                               | 1         |
| Ayşen Gürler            | Helen                 | ayudante de la princesa Sofía                                                                          | 1-2       |
| Şevket Çapkınoğlu       | Megala                | ayudante de Yannis                                                                                     | 1         |
| Saruhan Hünel           | Alişar                | representante de los sultanes selyúcidas en la zona (cargo de Sanjak Bey)                              | 1         |
| Uğur Aslan              | Nizamettin            | ayudante de Alişar                                                                                     | 1         |
| Celal Al                | Abdurrahman Gazi      | guerrero veterano de confianza de Ertuğrul                                                             | 1-2       |
| Abidin Yerebakan        | Akça Dervis           | derviche seguidor de Edebali                                                                           | 1-2       |
| Yurdaer Okur            | Balgay                | comandante mongol                                                                                      | 1         |
| Burak Celik             | Kongar/Göktug         | mano derecha de Balgay. Adopta posteriormente el nombre de Göktug                                      | 1-2-3     |
| Çağrı Şensoy            | Cerkutay              | jefe mongol a las órdenes de Balgay.Se unirá posteriormente a Osman como alp.                          | 1-2-3-4-5 |
| Yıldız Kültür           | Rabia ana             | mujer habitante en las montañas                                                                        | 1         |
| Hazal Adıyaman          | Adelfa                | Princesa Bizantina prometida del General Geihatu                                                       | 1         |
| Çağkan Çulha            | Bahadir               | hijo mayor de Dundar                                                                                   | 1         |
| Sezdgin Erdemir         | Sungurtekin Bey       | tío de Osman, hermano de Ertuğrul Ghazi                                                                | 1         |
| Atilgan Gümüs           | Böke                  | comandante mongol enviado por Geihatu                                                                  | 1         |
| Yesim Yeren Bozoglu     | Hazal Hatun           | primera esposa de Dündar, madre de Bahadir. Pertenece a la tribu Çobanogulari                          | 1-2       |
| Hâzım Körmükçü          | Tekfur Alexis         | primer Tekfur del castillo de Inegöl                                                                   | 2         |
| Gökmen Bayraktar        | Kuzgun Alp            | ayudante de Muzaffereddin Yavlak Arslan                                                                | 2         |
| Ümit Belén              | Andrónico II          | Emperador bizantino/romano                                                                             | 2-3-4     |
| Erkan Avcı              | Aya Nikola            | Tekfur del castillo de Inegöl. Enemigo de Osman                                                        | 2-3       |
| Seçkin Özdemir          | Flatyus               | ayudante de Aya Nikola                                                                                 | 2         |
| Ahmet Yenilmez          | Davut                 | herrero (demir) del campamento Kayı                                                                    | 2-3       |
| Emin Gürsoy             | Kumral Abdal          | abanderado de Ertuğrul Gazi y discípulo del jeque Edebali                                              | 2-3-4     |
| Bahtiyar Engin          | Idriss                | ceramista del campamento Kayı                                                                          | 2         |
| Serdar Han Peker        | Ahmet                 | hijo de Hasan alp. Niño Huérfano de la tribu                                                           | 2-3       |
| Tamer Yiğit             | Ertuğrul Ghazi        | padre de Osman Bey, Savci y Günduz. Actor que lo interpreta en la tercera edad                         | 2         |
| Cüneyt Arkın            | Líder de los Aksakals | líder de los "Barbas blancas", compañero de Osman Bey                                                  | 2         |
| Kanbolat Görkem Arslan  | Savci Bey             | hermano mediano de Osman Bey. Hijo de Ertuğrul Gazi                                                    | 2         |
| Seray Kaya              | Lena Hatun            | esposa de Savci Bey                                                                                    | 2         |
| Sezanur Sözer           | Eftelya               | hija del maestro Arito                                                                                 | 2         |
| Kahraman Sivri          | Arito                 | cocinero del castillo de Inegöl                                                                        | 2         |
| Umut Karadağ            | Yavlak Arslan         | Bey de la tribu Çoban-oğlu. Hermano mayor de Hazal Hatun                                               | 2         |
| Maruf Otajonov          | Geihatu Khan          | gobernador de Mongolia, gobernante ilkhánida                                                           | 2         |
| Ekrem Ispir             | Möngke                | hijo de Geihatu Khan                                                                                   | 2         |
| Zeynep Tuğçe Bayat      | Targun Hatun          | hija del Bey de la tribu de Cuman, espía para Aya Nikola                                               | 2         |
| Zabit Samedov           | Gencebey              | guerrero procedente de Karabaj que se une a la causa de Osman                                          | 2         |
| Mert Turak              | Petrus                | hombre enviado por el Papa para matar a Osman                                                          | 2         |
| Tekin Temel             | Simón                 | ayudante de Petrus                                                                                     | 2         |
| Yağızkan Dikmen         | Bayhoca               | hijo de Savci Bey y Lena                                                                               | 2         |
| Funda Güray             | Aksu Hatun            | mujer de Sogut a las órdenes de Hazal Hatun                                                            | 2         |
| Kartal Balaban          | Alexander             | comandante bizantino a las órdenes de Nikola                                                           | 2         |
| Uğur Biçer              | Böke                  | guerrero mongol                                                                                        | 2         |
| Yıldız Çağrı Atiksoy    | Malhun Hatun          | Hija de Ömer Bey. Segunda esposa de Osman Bey en la serie                                              | 2-3-4-5   |
| Şahin Ergüney           | Ömer Bey              | Bey de la tribu Bayandur. Padre de Malhun Hatun                                                        | 2         |
| Ahmet Kaynak            | Bahadir Bey           | Ayudante de Ömer Bey                                                                                   | 2-3       |
| Teoman Kumbaracıbaşı    | Togay                 | Comandante mongol, hijo de Baycu Noyan (personaje de Diriliş Ertuğrul)                                 | 2         |
| Gözel Rovshanova        | Alaca Hatun           | compañera de Malhun Hatun                                                                              | 2         |
| Şevkt Süha Tezel        | Efharisto Kalanoz     | hermano del Tekfur Kalanoz                                                                             | 2         |
| Emre Koç                | Camuka                | Comandante mongol, embajador de Geyhatu                                                                | 2         |
| Sener Savas             | Sultán Mesud II       | Sultán selyúcida                                                                                       | 2-3       |
| Hazal Benli             | Zoe                   | mujer bizantina refugiada en Sögut                                                                     | 2         |
| Hakan Ummak             | Turhan Alp            | Alp de la tribu Germiyan. Se pone a las órdenes de Osman                                               | 2         |
| Selcuk Borak            | Tekfur León           | Tekfur del castillo de Bilecik                                                                         | 2         |
| Serhat Kılıç            | Mihael Kosses         | Tekfur del castillo de Harmankaya                                                                      | 3         |
| Rüzgar Aksoy            | Turgut Bey            | Bey de una tribu turcomana. No es el mismo personaje que en Diriliş Ertuğrul                           | 3-4       |
| Şeyma Korkmaz           | Princesa Mari         | Hermana de Mihael Kosses                                                                               | 3         |
| Yıldıray Şahinler       | Rogatus Laskaris      | Tekfur del castillo de Bilecik                                                                         | 3         |
| Serdar Kayaokay         | Papa Gregorio II      | Pariente de Rogatus. Perseguido por el emperador de Bizancio                                           | 3         |
| Recep Rye               | Andreas               | Sacerdote que acompaña al Papa Gregorio.                                                               | 3         |
| Oguzhan Karbi           | Néstor                | Ayudante de Mihael Kosses                                                                              | 3         |
| Gizem Kala              | Gokce                 | Amiga y ayudante de Malhun Hatun                                                                       | 3         |
| Melis Gurhan            | Cornelia              | Dama de compañía de la Princesa Mari                                                                   | 3         |
| Serhat Paril            | Feodor                | Hombre de Rogatus                                                                                      | 3         |
| Serdar Akulker          | Anselmo               | Jefe de los catalanes. Soldados mercenarios                                                            | 3         |
| Ridvan Uludasdemir      | Diego                 | Guerrero catalán                                                                                       | 3         |
| Burak Alp Yenilmez      | Kutan                 | Alp de Turgut Bey                                                                                      | 3         |
| Yigit Eser              | Argus                 | Hombre de Aya Nikola                                                                                   | 3         |
| Yazmeen Baker           | Julia                 | Líder dels guerreros bizantinos                                                                        | 3         |
| __                      | Tekfur Saguros        | Tekfur de İznik                                                                                        | 3         |
| Feyza Sevil Güngör      | Princesa Hera         | Hija del Tekfur Saguros                                                                                | 3         |
| Taner Turan             | Visir Harzmşah        | Visir Selyúcida                                                                                        | 3         |
| Berk Ercer              | Konur Alp             | Hombre del visir Alemşah. Después alp de Osman.                                                        | 3-4       |
| Turpal Tokaev           | Turahan Alp           | Alp de Osman Bey.                                                                                      | 3-4       |
| Sibel aytan             | Zehra Hatún           | Asistente de Bala Hatun.                                                                               | 3         |
| Jaffa                   | Shamil Alp            | Amigo de Gence Bey. Alp de Osman Bey.                                                                  | 3         |
| Yaman Çınar Balcı       | Alaaddin Ali          | Hijo de Osman Gazi y Bala Hatun.                                                                       | 3-4       |
| Aybars Kartal Özson     | Orhan                 | Primogénito de Osman Gazi y Malhun Hatun .                                                             | 3-4       |
| Duru Yazıcı             | Holofira              | Hija del Tekfur Basileus                                                                               | 3         |
| Levent Özdilek          | Tekfur Basileus       | Tekfur del Castillo de Yarhisar.                                                                       | 3         |
| Uğur Toprak Satır       | Simon                 | Hombre de Aya Nikola.                                                                                  | 3         |
| Hasan Emre Çebi         | Tekfur Justiniano     | Tekfur del castillo de Bilecik. Sobrino de Rogatus.                                                    | 3         |
| Taha Baran Özbek        | Aktimur Bey           | Hijo de Günduz, sobrino de Osman.                                                                      | 3-4       |
| Cemre Demircan          | Fatma Hatun           | Hija de Osman                                                                                          | 3-4       |
| Zehra Yilmaz            | Selvi Hatun           | Hija de Ivaz Bey. Primo de Malhun Hatun y esposa de Barkın Bey.                                        | 3-4       |
| Davlet Muradov          | Kara Balaban Çavuş    | Embajador enviado a Osman por el sultán Alaeddin Keykubad.Lucha junto a Osman Bey.                     | 3-4       |
| Burc Kümbetlioglu       | Dursun Fakih          | Discípulo y yerno de Sheikh Edebali. Cuñado de Osman Gazi. Es el primer kadi del Imperio Otomano.      | 3-4       |
| Engincan Tura           | Mustafá Bey           | Sobrino de Mahmud Bey. Hijo de Çobanoğlu Ali Bey, nieto de Muzaffereddin Yavlak Arslan                 | 4         |
| Kaan Yalçın             | Öktem Bey             | Bey del Kargi obasi.                                                                                   | 4         |
| İpek Karapınar          | Frigg                 | Guerrera Vikinga. Novia de Olof.                                                                       | 4         |
| Miray Akay              | Alçiçek Hatun         | Hija de Öktem Bey. Amada por Aktimur Bey.                                                              | 4         |
| Nihat Altınkaya         | Olof                  | Líder Vikingo. Novio de Frigg.                                                                         | 4         |
| Deniz Hamzaoğlu         | Bayındır Bey          | Bey del Çavuldur Obası.                                                                                | 4         |
| Begüm Çağla Taşkın      | Ülgen Hatun           | Cocinera de la mansión de Osman Gazi. Enamorada de Cerkutay.                                           | 4         |
| Almila Uluer Atabeyoğlu | Bengi Hatun           | Esposa de Öktem Bey. Madre de Alçiçek.                                                                 | 4         |
| Noyan Uzer              | Frodi                 | Guerrero vikingo, hermano de Frigg. Más tarde se hizo cristiano.                                       | 4         |
| Caner Nalbantoğlu       | Dan                   | Guerrero vikingo. Hermano de Olof, que luego se convierte en cristiano.                                | 4         |
| Oktay Yavuzarslan       | Ulf                   | Hombre de Olof.                                                                                        | 4         |
| Talat Can Büyükaltay    | Erik                  | Hombre de Olof.                                                                                        | 4         |
| Hakan Yılmaz            | Kantakuzenos          | Comandante romano.                                                                                     | 4         |
| Gökçe Aydın             | Princesa Ofelia       | Hija de Andrónico II.                                                                                  | 4         |
| Deniz Barut             | Valide İsmihan Sultan | Madre del Sultán Alaeddin, enemiga de Osman Gazi.                                                      | 4         |
| Serkan Arslan           | Avcı                  | Ayudante de Ismihan Sultan.                                                                            | 4         |
| Alpaslan Özmol          | Gürbüz Alp            | Alp de Osman Gazi.                                                                                     | 4         |
| Durukan Celikkaya       | Aladdin Keykubat III  | Sultán del estado selyúcida después del sultán Mesud II                                                | 4         |
| Kubilay Pembeklioglu    | Sultán Mesud II       | Sultán del Estado Selyúcida. Hijo de Izzeddin Kaykavus.                                                | 4         |

## Temporadas
| Temporada     | Inicio temporada (fecha) | Final temporada (fecha) | Total episodios emitidos temporada | Número de los episodios | Temporada (año) |
| ------------- | ------------------------ | ----------------------- | ---------------------------------- | ----------------------- | --------------- |
| 1.ª Temporada | 20 de noviembre de 2019  | 24 de junio de 2020     | 27                                 | 1-27                    | 2019-2020       |
| 2.ª Temporada | 7 de octubre de 2020     | 23 de junio de 2021     | 37                                 | 28-64                   | 2020-2021       |
| 3.ª Temporada | 6 de octubre de 2021     | 15 de junio de 2022     | 34                                 | 65-98                   | 2021-2022       |
| 4ª Temporada  | 5 de octubre de 2022     | 14 de junio de 2023     | 32                                 | 99-130                  | 2022-2023       |
| 5ª. Temporada | 4 de octubre de 2023     | 12 de junio de 2024     | 33                                 | 131-164                 | 2023-2024       |
| 6ª Temporada  | 2 de octubre de 2024     | 4 de junio de 2025      | 30                                 | 165-194                 | 2024-2025       |
| 7ª Temporada  |                          |                         |                                    | 195-                    | 2025-2026       |

## Premios y nominaciones
| Año  | Premio                                                                                         | Categoría                           | Candidato                                           | Resultado | Ref           |
| ---- | ---------------------------------------------------------------------------------------------- | ----------------------------------- | --------------------------------------------------- | --------- | ------------- |
| 2020 | 6.º Golden 61 Awards de la Universidad de Estambul                                             | Mejor estrella televisiva del año   | Burak Özçivit                                       | Ganador   | [ 31 ] [ 32 ] |
| 2020 | International Venice TV Awards 2020                                                            | Mejor serie                         | Kuruluș Osman                                       | Ganadora  | [ 26 ] [ 27 ] |
| 2020 | Golden Palm Awards                                                                             | Serie de TV del año                 | Kuruluș Osman                                       | Ganadora  | [ 33 ]        |
| 2020 | Golden Palm Awards                                                                             | Mejor productor del año             | Mehmet Bozdäg                                       | Ganador   | [ 33 ]        |
| 2020 | Premios Crystal Globe                                                                          | Mejor actriz del año                | Özge Törer                                          | Ganadora  | [ 34 ]        |
| 2020 | Premios Crystal Globe                                                                          | Mejor actriz debutante del año      | Ayşen Gürler                                        | Ganadora  | [ 35 ]        |
| 2020 | Premios Crystal Globe                                                                          | Mejor actriz de reparto del año     | Emel Dede                                           | Ganadora  | [ 35 ]        |
| 2020 | Premios Crystal Globe                                                                          | Mejor actor infantil del año        | Oğuz Kara                                           | Ganador   | [ 35 ]        |
| 2020 | Premios Oscars de los Medios                                                                   | Mejor actor masculino del año       | Burak Özçivit                                       | Ganador   | [ 36 ] [ 37 ] |
| 2021 | Premios Quality Magazine 2021                                                                  | Mejor actor masculino               | Burak Özçivit                                       | Ganador   | [ 38 ]        |
| 2021 | Premios Quality Magazine 2021                                                                  | Mejor serie de televisión           | Kuruluș Osman                                       | Ganadora  | [ 38 ]        |
| 2021 | Premio de la Asociación Euroasiática de Protección al Consumidor (Avrasya Tüketiciler Derneği) | Mejor serie de televisión del año   | Kuruluș Osman                                       | Ganadora  | [ 39 ]        |
| 2021 | Premio de la Asociación Euroasiática de Protección al Consumidor (Avrasya Tüketiciler Derneği) | Mejor actor del año                 | Burak Özçivit                                       | Ganador   | [ 39 ]        |
| 2021 | Premio de la Asociación Euroasiática de Protección al Consumidor (Avrasya Tüketiciler Derneği) | Mejor actriz del año                | Özge Törer                                          | Ganadora  | [ 39 ]        |
| 2021 | Premio de la Asociación Euroasiática de Protección al Consumidor (Avrasya Tüketiciler Derneği) | Mejores actores de reparto del año  | Emel Dede                                           | Ganadora  | [ 39 ]        |
| 2021 | Premio de la Asociación Euroasiática de Protección al Consumidor (Avrasya Tüketiciler Derneği) | Mejores actores de reparto del año  | Ayşen Gürler                                        | Ganadora  | [ 39 ]        |
| 2021 | Golden Palm Awards                                                                             | Mejor serie del año                 | Kuruluș Osman                                       | Ganadora  | [ 40 ] [ 41 ] |
| 2021 | Golden Palm Awards                                                                             | Mejor productor del año             | Mehmet Bozdäg                                       | Ganador   | [ 40 ] [ 41 ] |
| 2021 | Golden Palm Awards                                                                             | Mejor actor del año                 | Burak Özçivit                                       | Ganador   | [ 40 ] [ 41 ] |
| 2021 | Golden Palm Awards                                                                             | Mejor actriz del año                | Yıldız Çağrı Atiksoy                                | Ganadora  | [ 40 ] [ 41 ] |
| 2021 | European Awards                                                                                | Mejor productor                     | Mehmet Bozdäg                                       | Ganador   | [ 42 ]        |
| 2021 | European Awards                                                                                | Mejor serie                         | Kuruluș Osman                                       | Ganadora  | [ 42 ]        |
| 2021 | European Awards                                                                                | Mejor actor                         | Burak Özçivit                                       | Ganador   | [ 42 ]        |
| 2021 | 7.º Golden 61 Awards de la Universidad de Estambul                                             | Mejor productora del año            | Bozdağ Film                                         | Ganador   | [ 43 ]        |
| 2021 | 7.º Golden 61 Awards de la Universidad de Estambul                                             | Mejor serie del año                 | Kuruluș Osman                                       | Ganadora  | [ 43 ]        |
| 2021 | 7.º Golden 61 Awards de la Universidad de Estambul                                             | Mejor actor masculino del año       | Burak Özçivit                                       | Ganador   | [ 43 ]        |
| 2021 | 7.º Golden 61 Awards de la Universidad de Estambul                                             | Mejor pareja de serie de TV del año | Burak Özçivit y Özge Törer (Osman Bey & Bala Hatun) | Nominados |               |
| 2021 | 48.os Premios Altın Kelebek                                                                    | Mejor actor                         | Burak Özçivit                                       | Nominado  | [ 44 ]        |
| 2021 | Premios Crystal Diamond                                                                        |                                     |                                                     |           | [ 44 ]        |
| 2021 | Serie del año                                                                                  | Kuruluș Osman                       | Ganadora                                            | [ 45 ]    |               |
| 2021 | Productor del año                                                                              | Mehmet Bozdäg                       | Ganador                                             | [ 45 ]    |               |
| 2021 | Premios "Moon Life"                                                                            | Mejor serie del año                 | Kuruluș Osman                                       | Ganadora  | [ 46 ]        |
| 2021 | 9.º TV Stars Flip Newspaper Awards (9. TV Yıldızları Ayaklı Gazete Ödülleri)                   | Mejor actor                         | Burak Özçivit                                       | Ganador   | [ 47 ]        |
| 2021 | 9.º TV Stars Flip Newspaper Awards (9. TV Yıldızları Ayaklı Gazete Ödülleri)                   | Mejor guionista de serie de TV      | Mehmet Bozdäg                                       | Ganador   | [ 47 ]        |
| 2021 | 9.º TV Stars Flip Newspaper Awards (9. TV Yıldızları Ayaklı Gazete Ödülleri)                   | Mejor actor de reparto              | Nurettin Sönmez                                     | Ganador   | [ 47 ]        |
| 2023 | Istanbul University Project Club                                                               | Mejor actriz del año                | Yıldız Çağrı Atiksoy                                | Ganadora  |               |
| 2024 | Premios a la Innovación y el Éxito (İnovasyon ve Başarı Ödül Töreni)                           | Mejor serie de TV                   | Kuruluș Osman                                       | Ganadora  | [ 48 ] [ 49 ] |
| 2024 | Premios a la Innovación y el Éxito (İnovasyon ve Başarı Ödül Töreni)                           | Actor estrella en ascenso           | Çağrı Şensoy                                        | Ganador   | [ 48 ] [ 49 ] |
| 2024 | Ayaklı Gazete Ödülleri                                                                         | Estrella en ascenso del año         | Özge Törer                                          | Ganadora  | [ 48 ] [ 50 ] |
| 2024 | Ayaklı Gazete Ödülleri                                                                         | Actuación distintiva del año        | Berk Erçer                                          | Ganador   | [ 48 ] [ 50 ] |